# Lijst van televisiekanalen in Canada
Dit is een gedetailleerd overzicht van televisiekanalen in Canada. 
Televisie in Canada is vanuit overheidsinitiatief ontstaan. CBC (Canada's Broadcast Company)  in het Frans SRC (Society Radio Canada) werd begin jaren 20 van de 20e eeuw opgericht met radio-omroep als doel. Op 6 september 1952 zond zij voor het eerst televisie uit. Al snel ontstonden er ook commerciële kanalen in Canada die door de jaren heen steeds meer marktaandeel van de publieke (lees culturele/educatieve) kanalen afsnoepten. 
Canada kent ook veel regionaal georiënteerde zenders. Het zogenoemde "call sign" (4/5 lettercombinatie) begint met de letter "C". Hierna volgen 3 of 4 letters of cijfers die door de TV systemen vrij te bepalen zijn. Vaak zijn deze lettercombinaties afgeleid van de stadsnaam. 

## Engelstalig

### Grootste zenders met regionale kanalen
- A-Channel
- CBC
- CityTV
- CTV
- Global
- NewNet
- NowTV

### Nationaal
- CTV Two Atlantic (voorheen Atlantic Satellite Network)
- Bravo
- CBC Newsworld
- Cable Pulse24
- CLT (Canadian Learning Television)
- CMT (Country Music Television (Canada))
- Comedy Network
- CPAC
- CTV Newsnet
- Family Channel (In Canada is Disney Channel Family Channel)
- Food Network Canada
- Galaxy TV
- Headline Sports Canada
- History Channel
- MSNBC Canada
- MTV Canada
- Nickelodeon Canada
- Life Network
- Prime
- Playhouse Disney
- Showcase
- Star!
- Superchannel
- Teletoon
- The Weather Network
- Vision Television
- YTV (Jeugd Televisie)

### Regionaal
- Toronto regio | CBLT (CBC), CBLFT (SRC), CFTO (CTV), CIII-TV (Global)
- Winnipeg regio | CBWT (CBC), CBWFT (SRC),
- Calgary regio  | CICT (Global)

## Franstalig

### Grootste televisiekanalen met regionale kanalen
- SRC
- TVA
- Noovo
- TVOntario

### Nationaal
- ARTe
- Le Canal Nouvelle
- Le Canal Meteo
- Teletoon en français
- Vision Television en français

### Regionaal
- Quebec | CHLF (Cultureel)